# Памятник М. И. Калинину (Тверь)
Памятник М. И. Калинину — скульптурный монумент в Твери. Посвящён советскому государственному и партийному деятелю, «всесоюзному старосте» Михаилу Ивановичу Калинину. Памятник был торжественно открыт 30 апреля 1955 года. Авторы проекта — скульптор С. Н. Попов и архитектор Л. Н. Кулага. Изначально памятник стоял на площади Революции (ныне Соборная площадь). В 2014 году он был перемещён в сквер на проспекте Калинина. Памятник М. И. Калинину имеет статус объекта культурного наследия регионального значения.

## История
После смерти М. И. Калинина постановлением Совета Министров СССР от 30 июня 1946 года «Об увековечении памяти Михаила Ивановича Калинина» было предписано «соорудить памятник М. И. Калинину в Москве, Ленинграде и Калинине» (ныне Тверь). Согласно этому постановлению был устроен закрытый конкурс. Проекты памятника для города Калинина разрабатывали 3. И. Азгур, Б. И. Яковлев,
С. Д. Шапошников и М. И. Эпштейн. В итоге предпочтение отдали проекту скульптора С. Н. Попова, который изначально работал над памятником для Москвы. Скульптор С. Н. Попов трудился над памятником совместно с архитектором Л. Н. Кулагой. Бронзовая скульптура была отлита на ленинградском заводе «Монументскульптура». Изготовлением гранитного постамента занимался завод художественного литья Художественного фонда СССР.
Памятник был установлен в сквере на площади Революции (бывшей Соборной) на месте снесённого в 1935 году Спасо-Преображенского собора. Памятник М. И. Калинину был торжественно открыт 30 апреля 1955 года.
В начале 2010-х годов было принято решение о восстановлении Спасо-Преображенского собора. Летом 2013 года его на месте были произведены археологические раскопки. Поскольку стоявший на площади памятник М. И. Калинину мешал восстановлению собора, его было решено перенести. Это решение было неоднозначно воспринято горожанами. Власти согласовывали проект переноса памятника с министерством культуры Тверской области, Региональным отделением ВООПИК и с партией КПРФ. Среди вариантов нового места для памятника назывались сквер возле торгового центра «Рубин» и площадка перед ДК «Пролетарка». В итоге было принято решение переместить памятник на проспект Калинина, в сквер между ДК «Пролетарка» и жилым домом 18. Перенос памятника состоялся летом 2014 года.

## Описание
Бронзовая скульптура высотой 4,2 м установлена на квадратном в плане постаменте из красного гранита высотой 4,4 м. Первоначально М. И. Калинин лицом к Советской улице, сейчас же он стоит лицом у проспекту Калинина.
Всесоюзный староста изображён в полный рост. В правой руке у него газета. Он как будто направляется к трибуне, чтобы выступить с обращением к народу.
На лицевой стороне постамента — бронзовая доска с рельефной надписью «Михаил Иванович Калинин. 1875—1946». Надпись обрамлена дубовыми листьями и знамёнами. По периметру постамента — узкий цветник. По углам площадки со стороны улицы установлены две гранитные тумбы, формирующие парадный вход на территорию памятника.
Памятник М. И. Калинину представляет собой характерный для 1950-х годов памятник политическому деятелю. Он призван продемонстрировать значительность образа.